# مسجد إسكندر باشا (طرابزون)
مسجد إسكندر باشا هو مسجد عثماني من القرن 16 في طرابزون، تركيا.
لم تعد المدارس الدينية في ساحة المسجد موجودة، والمقبرة القديمة في الغرب تم إبعادها، ولم يتبق سوى قبر إسكندر باشا.[بحاجة لتوضيح] عدد من التوسعات أجريت في أوقات مختلفة وهذا جنبا إلى جنب مع الترميم، وقد دمرت الترميمات أصالة المسجد، ومع ذلك فالمسجد في أعلى مستويات الجودة. تتميز مئذنة المسجد بترتيب دورات من الطوب والحجر الملون. الساحة الرئيسية للمسجد تشبه ساحة المسجد الأخضر في إزنيق. وفيه نقش على الباب يشير إلى أن المسجد بني في عام 1559، ونقش آخر يعلمنا أن الترميمات التي منحت المسجد شكله الحالي نفذت في عام 1882.